# Jacinto Peynado Garrigosa
Jacinto Peynado Garrigosa (9 de marzo de 1941 - 9 de agosto de 2004) fue un empresario y político de la República Dominicana. Fue vicepresidente de la República Dominicana por el Partido Reformista Social Cristiano. Presidió la sociedad comercial Delta Comercial C. A., empresa fundada por su padre, José Enrique Peynado (hijo del expresidente Jacinto Peynado), la cual era concesionaria en República Dominicana de las automotrices Toyota, Lexus y Volvo. 
Fue senador al Congreso Nacional por el Distrito Nacional durante los períodos 1986–1990 y 1990–1994. Vicepresidente de la República en el recortado mandato comprendido entre el 1994 y 1996, año en el cual figuró como candidato presidencial del Partido Reformista Social Cristiano (PRSC) el cual quedó en tercer lugar de las votaciones del proceso electoral. En las elecciones presidenciales de 2000, volvió a acompañar al Dr. Joaquín Balaguer como candidato vicepresidencial del PRSC, proceso del que resultó victorioso el Ing. Hipólito Mejía.

## Biografía
Jacinto Peynado Garrigosa nació el  en el Distrito Nacional. Era hijo de Enrique Peynado Soler y Miguelina Olimpia Garrigosa Thormann; por vía paterna era nieto de Jacinto Peynado y Peynado, quien fue presidente de la República entre 1938 y 1940, también fue biznieto del general Jacinto Peynado Tejón, restaurador y lugarteniente del prócer Francisco del Rosario Sánchez. Peynado Garrigosa estaba casado con Margarita Álvarez, vicealcadesa del Distrito Nacional de 2002 a 2016, con quien procreó 5 hijos.
Peynado cursó sus estudios primarios en el Colegio Dominicano de La Salle y  los secundarios en el Taft School de Watertown (Connecticut, Estados Unidos). Estudió Finanzas y Comercio en la Universidad de Pensilvania. Peynado se inició en las actividades políticas en 1982. Participó como candidato a senador del Distrito Nacional por la coalición de los partidos Reformista y Revolucionario Social Cristiano (PRSC). En esa ocasión ganó Jacobo Majluta, del Partido Revolucionario Dominicano (PRD). Su experiencia de trabajo comenzó en Atlas Commercial Company en 1961, donde laboró hasta 1962 cuando pasó a la fundación de Delta Comercial, de la que fue presidente-administrador desde sus inicios. Esta empresa fue vendida en el 2001 al grupo empresarial que encabeza el exsenador José Antonio Najri.
Fue miembro del Directorio Central Ejecutivo y secretario administrativo del PRSC. Como senador, Peynado presentó más de cuarenta proyectos de ley, entre los que figuran el aumento a los salarios a los miembros del Poder Judicial, la creación de la Cámara de Comercio, Producción y Desarrollo, la modificación del reglamento del Senado, la ley 62-88 sobre habeas corpus y la modificación de la ley de cheques 2859.
A principios del decenio del 1990 era presidente de ocho empresas y miembro de las juntas de directores de varias compañías y de una institución de estudios superiores. Peynado presidió por seis años la Comisión de Finanzas y por dos años la Comisión de Justicia del Senado. Fue vicepresidente del Parlamento Latinoamericano.Fue presidente del Consejo Nacional de Drogas y encabezó las comisiones de seguimiento a las Cumbres de La Infancia, La Tierra e Integración Comercial y Económica.
En marzo de 1994, fue seleccionado por Joaquín Balaguer  como compañero de boleta para las elecciones de ese año. Tras el PRSC ganar esa contienda, Peynado ocupó la vicepresidencia de la República durante dos años, debido a los cambios hechos a la Constitución en 1994, tras la crisis postelectoral.
En 1995 ganó las primarias para optar por la candidatura presidencial del PRSC, venciendo con un amplio margen a sus competidores. En 1996, un sector de la organización política, entre ellos el presidente Joaquín Balaguer, decidió inclinarse en una segunda vuelta electoral hacia el candidato presidencial del  Partido de la Liberación Dominicana(PLD), Leonel Fernández.
Peynado el 19 de abril del 2004 decidió apoyar la candidatura de Leonel Fernández. El 6 de mayo, el tribunal disciplinario del PRSC lo expulsó por “alta traición e intento de división”
Falleció en Miami el 9 de agosto del 2004 a consecuencia de un cáncer. Su viuda, Margarita Altagracia Álvarez Sorrentino, fue anteriormente vicealcaldesa de la ciudad de Santo Domingo.

## Condecoraciones
- Orden de Duarte, Sánchez y Mella en Grado Gran Cruz Placa de Oro, la más alta distinción que concede el Estado dominicano.
- Orden de la Estrella Brillante en el Grado Botón Especial, Taiwán.
- Orden de Gran Oficial al Mérito de la República de Italia y por la Soberana Orden Militar de Malta con el Mérito Milítense.

## Obras
- Carnaval sangriento
- Discursos, tomo I
- Daniel, tus años vividos
- El Estado empresarial, tomo II
- La suma de todas las maldades